# Château d'Arnicourt
Le château d'Arnicourt est un château du XVIIIe siècle, fortement aménagé au XIXe siècle, situé à Arnicourt, en France.

## Description

### Extérieur
L'édifice comporte un corps de logis, des ailes et des douves anciennes. le corps du logis est en craie, sur deux niveaux. La toiture du corps de logis et les communs sont surmontés d'une toiture dite « à la Mansart ». L'importance du terrasson et la faible pente du brisis lui donne l'aspect d'un toit à croupes. L'aile de gauche est en brique et la droite en craie. Elles sont bâties sur un niveau et entourent la cour d'entrée. 

### Intérieur
Au premier étage se trouvent trois chambres dont les lambris avec alcôve datent du XVIIIe siècle.

## Localisation
Le château, une propriété privée, est situé sur la commune d'Arnicourt, dans le département français des Ardennes, en contrebas du village.

## Historique
De l'édifice original détruit il ne reste que quelques vestiges dont des douves. Le château actuel construit par la famille de Rémont date du XVIIIe siècle. Il a été acheté en 1837 par Gustave Le Bienvenu-Dubusc, et a bénéficié d'importants travaux ainsi que de l'installation sur la toiture d'un carillon dont il ne reste aujourd'hui que le lanternon. 
L'édifice est inscrit au titre des monuments historiques en 2001.
Les éléments protégés sont : les façades et les toitures du corps de logis ; des communs entourant la cour d'entrée ; les
douves anciennes.